# Robert Graham
Pour les articles homonymes, voir Graham.
Robert Graham est un  médecin et un botaniste britannique, né le 7 décembre 1786 à Stirling et mort le 7 août 1845 à Clodoch dans le Perthshire.

## Biographie

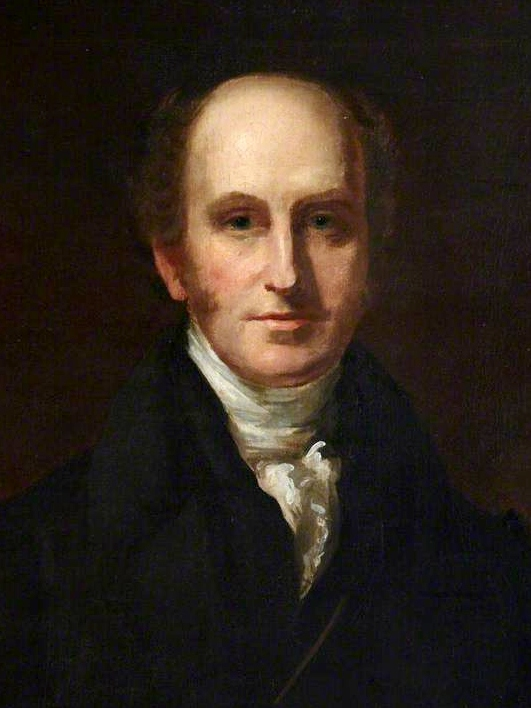
Robert Graham par Colvin Smith

Il obtient son Doctorat en 1808. Il devient le premier professeur de botanique à Glasgow en 1818. Il devient membre de la Société linnéenne de Londres en 1821. Il enseigne la médecine et la botanique à Édimbourg de 1819 à 1845. Il obtient la Chaire royale de botanique de Glasgow en 1818. Il devient le premier président de la Société de botanique d’Édimbourg en 1836. Il herborise à Jersey en 1842 ainsi qu’en Irlande et en Grande-Bretagne. Graham fait paraître Characters of Genera extracted from British Flora of W.J. Hooker en 1830. Son herbier et sa bibliothèque sont vendus aux enchères en 1846 et dispersés. Sir William Jackson Hooker (1785-1865) lui dédie en 1827 le genre Graemia de la famille des Compositae.

## Source
- Ray Desmond (1994). Dictionary of British and Irish Botanists and Horticulturists includins Plant Collectors, Flower Painters and Garden Designers. Taylor & Francis and The Natural History Museum (Londres).